# Prisión de Burrel
La prisión de Burrel (en albanés: Burgu i Burrelit) es una prisión de alta seguridad situada en las afueras de la ciudad de Burrel, en el noreste de Albania, en la comisaría de policía del distrito de Mat, con una capacidad máxima de 198 reclusos. En 2011, la prisión albergaba a 182 reclusos y empleaba a 120 funcionarios penitenciarios. La estructura de un piso se divide en tres áreas que cubren 21,000 m2.
La prisión de Burrel cerró en 1992 después de que el Partido Democrático de Albania depusiera al Partido del Trabajo de Albania. La prisión fue reabierta en 1997 y es una de las 21 prisiones activas de Albania en la actualidad, una de las cinco que albergan a presos condenados a cadena perpetua y una de las dos únicas que albergan a presos condenados por delincuencia organizada. Ha habido un movimiento por parte de algunos activistas para cerrar la prisión y convertirla en el sitio de un monumento a los torturados y asesinados allí entre 1944 y 1992.
En mayo de 2013, el director de la prisión de Burrel, Demir Çupi, fue suspendido después de un incidente que involucró a un preso, Zeneli, a quien se le concedió un permiso de 5 días para visitar a su esposa en Kukes, pero no regresó a la prisión. Este fue el tercer incidente de este tipo en 2013.

## Historia
Los planes para la prisión se iniciaron en 1937, durante el reinado del rey Zog. El gobierno de Kostaq Kota decidió construir una prisión para 2000 reclusos, pero el proyecto no se terminó hasta 1939 debido a problemas con la financiación de su finalización.
La prisión es bien conocida por haber albergado a presos políticos antes y durante el régimen de Enver Hoxha, muchos de los cuales fueron encarcelados sin el debido proceso, torturados y obligados a soportar condiciones inhumanas. Albania puede haber tenido más de 100 prisiones durante este tiempo, pero la prisión de Burrel es uno de los sitios más notorios junto con la prisión de Qafë Bar y prisión de Spaç. Con el tiempo, entre los presos políticos había muchas personas y familiares de personas que ocupaban puestos destacados en el aparato del partido de la República Popular Socialista de Albania, que posteriormente fueron acusadas de delitos de oposición por el régimen, así como personas encarceladas por practicar la religión, lo cual era ilegal, y otras personas que se creía que estaban asociadas con algún tipo de movimiento de oposición. Los acusados de delitos de oposición fueron condenados a penas de al menos 20 años, pero a muchos presos se les "prorrogaron" las condenas mientras estaban en prisión, entre ellos Pjetër Arbnori, conocido como "el Mandela de los Balcanes" debido a la duración de sus más de 28 años de internamiento en la prisión de Burrel.

## Reclusos notables de la prisión de Burrel entre 1939 y 1992
- Pjetër Arbnori: Maestra de escuela encarcelada en Burrel por más de 28 años.
- Sokrat Dodbiba: Economista, exministro de Finanzas de Albania durante 1943-44, murió en prisión.
- Memet Hamzo: Fundador de Ringjallja, una de las primeras organizaciones fundadas a mediados de la década de 1990 en Albania que brindó oportunidades económicas y sociales a familias perseguidas; Ex copropietario de Kantina Skënderbeu; De Dukat, Vlora y encarcelado durante 19 años.
- Dom Simon Jubani: Sacerdote católico que fue arrestado mientras servía en Miredita; encarcelado durante 26 años.
- Kristo Kirka: Jefe de Vatra, sucursal de Boston, mánager de Dielli y activista de Balli Kombëtar. Murió en prisión.
- Koço Kota: primer ministro de Albania en el momento en que se inauguró la prisión; más tarde condenado a muerte mientras estaba recluido en la prisión.
- Fatos Lubonja: Exjefe de la televisión nacional albanesa, encarcelado por expresar su oposición al régimen después de la ruptura de Albania con la URSS en 1960.
- Zef Pëllumbi: Sacerdote católico encarcelado en Burrel durante el régimen de Hoxha.
- Bashkim Shehu: Escritor e hijo de Mehmet Shehu, cuya familia fue ejecutada o encarcelada por el régimen de Hoxha. Los restos de la esposa de Mehmet fueron encontrados cerca de la aldea de Ndroq en el año 2000.

## En la cultura popular
El borrador de Davis Guggenheim de 2014 del guion de Bad Boys for Life comienza en la prisión de Burrel.